# Claygate-Parmäne
Die Claygate-Parmäne ist ein Apfel-Kultivar. Sie wurde um 1822 bei Claygate, Surrey in England gefunden.
Der Apfel wurde von John Braddick in einer Hecke bei Claygate gefunden. J. Braddick hat ebenfalls den Braddick Nonpareil (deutsch: Braddick Sondergleichen) etwa zur selben Zeit am selben Ort gefunden. Der Apfel war ein populärer Speiseapfel zu viktorianischer Zeit und verbreitete sich in ganz England und nach Amerika.
Dieser mittelgroße Apfel ist ähnlich gefärbt wie eine Graue Herbstrenette mit einer karminroten verwaschenen Färbung auf der Sonnenseite. Er besitzt einen pink-silbrigen Farbton auf der Schale. Er hat einen nussigen aromatischen Geschmack und gute Lagereigenschaften und ist widerstandsfähig gegen Krankheiten wie Schorf.